# Remie Tarnadi
Remie Rogman Tarnadi is een Surinaams politicus. Hij was van 1996 tot 2000, van 2005 tot 2017 en van 2020 tot 2025 lid van De Nationale Assemblée (DNA) voor de Nationale Democratische Partij (NDP). Van 2017 tot 2020 was hij districtscommissaris van Coronie.

## Biografie
Tarnadi is geboren en getogen in het district Coronie en is van Javaanse afkomst. Zijn vader is afkomstig uit Nickerie en zijn moeder uit Paramaribo. Hij studeerde in Paramaribo en kwam daarna terug voor een betrekking als leraar wiskunde en aardrijkskunde op de Tata Colinschool in Totness.
Tarnadi werd op zijn 19e actief in de politiek. Hij werd lid van de NDP en werd in 1991 lid van de Districtsraad van Coronie. Tijdens de verkiezingen van 1996 werd hij gekozen tot lid van DNA, ten tijde van de regering van Jules Wijdenbosch. Vier jaar later werd hij niet herkozen.
Na de verkiezingen van 2005 kwam hij opnieuw in DNA. In deze jaren werd factievoorzitter Desi Bouterse door de andere partijen geweerd uit de parlementaire commissies, wat voor andere NDP-fractieleden een reden was om demonstratief ook niet deel te nemen aan de commissievergaderingen. Hetzelfde gold voor Tarnadi, die ingepland was voor de commissies Landbouw, Veeteelt en Visserij en Arbeid, Technologische Ontwikkeling en Milieu. Hierna werd hij herkozen tijdens de verkiezingen van 2010 en verkiezingen van 2015, met regeringsmacht voor de NDP.
Omdat de politiek veel energie van hem vergde en hij ondervond dat een politicus "een beetje gemeenschappelijk bezit" werd, wilde hij in 2006 niet te lang in de politiek actief blijven. Uiteindelijk zou hij ruim 16 jaar in de landelijke politiek dienen. In september 2016 maakte minister Edgar Dikan bekend dat Tarnadi zou worden benoemd tot districtscommissaris (dc) van Coronie. Zijn aanstelling werd toen uitgesteld tot na de begrotingsbehandeling, omdat hij niet gemist kon worden in DNA. De andere negen beoogde dc's werden in november wel geïnstalleerd. Uiteindelijk duurde het nog tot december 2017 voordat zijn beëdiging als dc van Coronie een feit was. Zijn zetel in DNA werd op 23 januari 2018 overgenomen door Joan Wielzen. Tijdens de parlementsverkiezingen van 2020 stelt Tarnadi zich opnieuw verkiesbaar. Hier wordt een felle verkiezingsstrijd verwacht waar meerdere partijen de pijlen op hebben gericht.
Tijdens de verkiezingen van 2020 was hij opnieuw verkiesbaar voor DNA en werd hij gekozen voor een periode van vijf jaar. In de anderhalve maand voor de verkiezingen droeg hij zijn werk als dc over aan Naltus Naana om zich volledig te kunnen wijden aan de verkiezingsstrijd.